# Gleich als ein Wandersmann, dafern die trübe Nacht

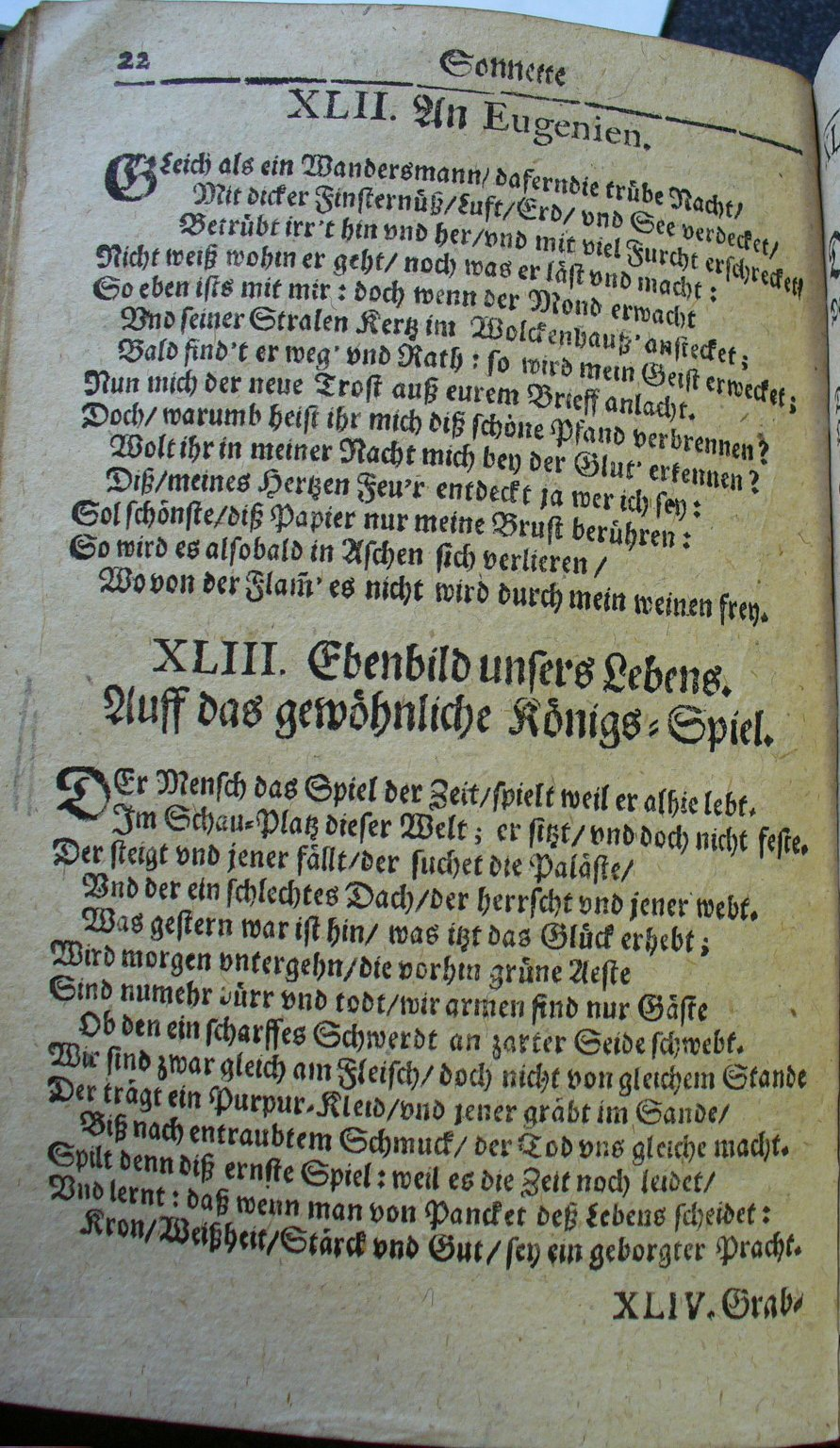
Druck in der Auflage von 1657

Gleich als ein Wandersmann, dafern die trübe Nacht ist ein erstmals im Jahr 1643 im holländischen Leiden gedrucktes Sonett von Andreas Gryphius. Es trägt in der 1643er Sammlung von 50 Sonetten – Gryphius nannte sie „ANDREAE GRYPHII SONNETTE. Das erste Buch.“ – die Nummer XLII und die Überschrift „An Eugenien“, gehört daher zu den Eugenien-Gedichten.

## Entstehung und Überlieferung
Das „erste Buch“ enthält zwei weitere Sonette „An Eugenien“, mit den Nummern XXI und XXII und den Anfangszeilen Schön ist ein schöner Leib, den aller Lippen preisen, und Was wundert Ihr Euch noch, Ihr Rose der Jungfrauen. Hinter „Eugenie“ – einem fiktiven, „poetischen“ Namen – verbirgt sich nach den meisten Forschern Elisabeth Schönborner, die Tochter von Gryphius’ Förderer Georg Schönborner (1579–1637) auf dessen Gut in der Nähe des niederschlesischen Freystadt. Gryphius erzog dort von 1636 bis 1638 Schönborners Söhne, bevor er 1638 zum Studium an die Universität Leiden ging. „Schön ist ein schöner Leib, den aller Lippen preisen“ und „Was wundert Ihr Euch noch, Ihr Rose der Jungfrauen“, zuerst 1637 im polnischen Lissa gedruckt, stammen noch aus dieser Zeit nahen Beieinanders mit Elisabeth. „Gleich als ein Wandersmann, dafern die trübe Nacht“ dagegen entstand fern von Elisabeth und seiner schlesischen Heimat, vermutlich in Leiden.
Das Gedicht wurde zu Gryphius’ Lebzeiten dreimal nachgedruckt, stark überarbeitet 1650, gegenüber 1650 wenig verändert in der ersten autorisierten Gesamtausgabe 1657 und 1663. Die Fassung von 1643 hat Marian Szyrocki 1963 in Band 1 einer von ihm und Hugh Powell verantworteten Gesamtausgabe der deutschsprachigen Werke neu gedruckt, die 1663er Ausgabe letzter Hand unter anderen Thomas Borgstedt 2012. Aus Szyrockis und Borgstedts Ausgaben stammen die folgenden Texte.

## Text
An Eugenien. (1643)

GLeich als ein wanders mann’ / im fall die trübe nacht

Mit dicker fünsternus lufft erdt vndt see verdecket

Irt trawrig hin vnd her / vnd mitt vill furcht erschrecket’

Weis nirgendts wo er geht; siht nimmer was er macht:

Nicht anders ists mit mir. doch wen der mond’ auffwacht

Vndt seiner stralen kertz‘ im wolcken=haus anstecket

Bald findt er weg vnd raht / so wirdt mein Geist erwecket:

Wen jhr mich ewrer gunst vndt schreiben würdig acht.

Last ja den leit-stern fest wol ed’le Jungfraw stehen.

Last ja dis schöne licht mir nimmer vntergehen:

Das licht / drin redlikeit vnd tugend sich ergetzt.

Wehrt bin ich nicht das jhr mir was ich wil gewehret

Doch wärmbt der Sonnen glantz was frost vnd schnee verheeret.

Wie niedrig dis auch ligt wie hoch sie wirdt geschätzt.
An Eugenien. (1663)

GLeich als ein Wandersmann / dafern die trübe Nacht

Mit dicker Finsternüß / Lufft / Erd / und See verdecket /

 Betrübt irr’t hin und her / und mit vil Furcht erschrecket /

Nicht weiß wohin er geht / noch was er läst und macht:

So eben ists mit mir: doch wenn der Mond erwacht

Vnd seiner Stralen Kertz im Wolckenhauß anstecket;

Bald find’t er Weg’ und Rath: so wird mein Geist erwecket;

Nun mich der neue Trost aus eurem Brieff anlacht.

Doch / warumb heist ihr mich diß schöne Pfand verbrennen?

Wolt ihr in meiner Nacht mich bey der Glut’ erkennen?

Diß / meines Hertzens Feu’r entdeckt ja wer ich sey.

Sol Schönste / diß Papir nur meine Brust berühren:

So wird es alsobald in Aschen sich verliren /

Wo von der Flamm’ es nicht wird durch mein Weinen frey.

## Interpretation
Das Gedicht ist wie Gryphius’ meiste Sonette in Alexandrinern verfasst. Das Reimschema lautet „abba abba“ für die Quartette und „ccd eed“ für die Terzette. Die Verse mit den „a“- und „d“-Reimen sind dreizehnsilbig, die Reime weiblich, die Verse mit den „b“-, „c“- und „e“-Reimen sind zwölfsilbig, daher hier entsprechend den Ausgaben von Szyrocki und Borgstedt eingerückt, die Reime männlich.
im ersten Quartett greift Gryphius das Motiv des melancholisch irrenden Wanderers auf, das auf Francesco Petrarcas Canzoniere „Solo et pensoso“ zurückgeht:
Solo et pensono i piu deserti campi

vo mesurando a passi tardi et lenti

et ogli occhi porto per fuggire intenti

ove vestigio human la rena stampi.
Allein und gedankenvoll die wüstesten Lande

durchmesse ich mit langsamen und trägen Schritten,

und die Augen spähen in der Absicht zu fliehen

wo eine menschliche Spur im Sand sich zeigte
Ähnlich gestimmt ist das lyrische Ich in Gryphius’ erstmals 1650 gedrucktem berühmten, nicht zu den Eugenien-Gedichten gehörenden Sonett „Einsamkeit“ und in einem Eugenien-Sonett, das erst 1698, 34 Jahre nach dem Tod des Dichters, von dessen Sohn Christian aus dem Nachlass veröffentlicht wurde:
Einsambkeit. (1650)

In dieser Einsamkeit / der mehr denn öden wüsten /

Gestreckt auff wildes Kraut / an die bemößte See:

Beschaw’ ich jenes Thal vnd dieser Felsen höh’

Auff welchem Eulen nur vnd stille Vögel nisten.
An Eugenien. (1698)

ICh finde mich allein und leb in Einsamkeit /

Ob ich schon nicht versteckt in ungeheure Wüsten /

In welchen Tygerthier und wilde Vögel nisten.

Ich finde mich allein vertiefft in herbes Leid.
In „Einsamkeit“ wie in „Gleich als ein Wandersmann, dafern die trübe Nacht“ gibt die Betrachtung der öden Natur einer geistigen Erleuchtung Raum, dort der geistlichen Kontemplation „Das alles / ohn ein Geist / den GOt selbst hält / muß wancken“, hier, im zweiten Quartett, dem Trost durch einen Brief der entfernten Geliebten: „Wen jhr mich ewrer gunst vndt schreiben würdig acht“ 1643, „Nun mich der neue Trost aus eurem Brieff anlacht“ ab 1650. Ein Schreiben der Geliebten erwähnt auch das ebenfalls erst aus dem Nachlass bekannte Eugenien-Sonett
An eben Selbige. (1698)

SIe dennoch sie / mein Licht / sie wil beständig seyn/

Ob die Zeit sich gleich verändert und die Sonne sich versteckt /

Und die wüsten Felder trauren / und das Feld mit Schnee bedeckt /

Sie dennoch (wie sie schreibt) geht kein Verändern ein.
Dieter Arendt, der die Rolle von Gryphius Lebensschicksal in seinen Werken betont, denkt an reale Briefe der „Eugenie“, also wohl Elisabeth Schönborners. Thomas Borgstedt weist aber darauf hin, dass es sich um Fiktion, ein barockes Topos handeln könne. Ein Brief als Zeichen der Liebe sei zwar nicht petrarkisch – „niemals hat die originale petrarkische Dame sich zu einer solchen Zuwendung herabgelassen“ –, aber doch für Gryphius’ Zeit geläufig, etwa bei Paul Fleming.
Hat Gryphius die beiden Quartette von 1643 wenig verändert in die 1650er Auflage übernommen, so hat er die Terzette neu geschrieben. 1643 nennt er die „wol ed’le Jungfraw“ seinen „leit-stern“; man spürt Achtung und Zuneigung, wenn auch keine werbende Liebe. Nach Andreas Solbach macht er sie, das „licht / drin redlikeit vnd tugend sich ergetzt“, zur moralischen Leitinstanz, behauptet sich aber gleichzeitig paradox als amator und dux, Liebenden und Führer in weltlichen und religiösen Fragen. In der 1650er Fassung hat Gryphius aus den Terzetten ein galantes Spiel gemacht, wie schon Victor Manheimer in seinem grundlegenden Buch über Gryphius’ Lyrik schrieb: „Noch 1643 apostrophiert er die Geliebte ‚Woledle Jungfrau‘ [...], während das verliebte Concettifeuerwerk, das in der Umarbeitung die etwas steifen Terzette desselben Gedichtes ersetzen muß, eher beweist, daß die Liebe verraucht ist.“ Ein ähnliches Spiel mit Geschenken und Komplimenten sieht Arendt in zwei Eugenien-Epigrammen von 1643:
35. An Eugenien. (1643)

DEn spiegel schenck ich euch / ô spiegel höchster zucht /

In dem ihr schawen mögt was ich bis her gesucht.

Kan jemand euch was mehr woll edle Jungfraw geben

ALs dis in dem ihr euch seht gehn vndt stehn vndt leben.

Doch kont ihr wen ihr wolt dis geben was ich wiell

Verehren / meine lust / mir duppelt noch so viell.
38. An Eugenien. (1643)

IHr schenckt Eugenie mir frembden Tulipan,

Vndt edle Lilien, vndt schönen Majoran,

Narcissen, Kayserkron vnd allerhand violen,

Ach möcht ich eine blum für so viel blumen holen.
Die Gedichte an die „woll edle Jungfraw“ seien unverfänglich, künstlich. Ihr Ernst sei „kaum mehr zu erraten unter der tändelnden Form“. Nach Borgstedt wird der Brief der Geliebten Gegenstand einer doppelten scharfsinnig-bedeutsamen Figur, die die affektive Bindung des Sprechers an seine Geliebte scherzhaft-galant bekräftige. „Die Koppelung von galantem Accessoire-Sonett mit der Innerlichkeit des Einsamkeitsmotivs generiert ein durchaus ungewöhnliches innerpetrarkistisches Spiel. Selbst auf dem für Gryphius untypischen Feld der galant-erotischen Liebesdichtung vollzieht er mithin eine melancholische Akzentuierung, die das scherzhafte Hauptmotiv herauszufordern, wenn nicht zu überlagern scheint.“